# Straß (Nersingen)
Straß ist ein Ortsteil der Gemeinde Nersingen im bayrischen Landkreis Neu-Ulm mit 2739 Einwohnern (Stand November 2017). 

## Beschreibung
Das Dorf teilt sich in zwei räumlich getrennte Bauabschnitte. Das Unterdorf mit der katholischen Kirche St. Johann Baptist liegt am Westufer der Roth. Der Siedlungskern erstreckt sich von Süd nach Nord entlang eines Straßenzuges entlang des Flusses, der am Westrand gesäumt ist von Neubaugebieten. Östlich einer kleinen Baulücke am Ostufer folgt das zusammenhängende, aber wenig kompakte Oberdorf, das im 18. Jahrhundert noch nicht bestand. Es umfasst den katholischen Kindergarten, das Schulzentrum, das Gebäude der Freiwilligen Feuerwehr sowie einige Geschäfte und im Norden ein wenig verdichtetes Neubaugebiet. Östlich schließt sich unmittelbar ein Industriegebiet an, an dieses wiederum im Norden eine kleinere Neubausiedlung.
Im Industriegebiet steht ein auf Kunststofftechnik spezialisiertes Werk der Hilti AG mit 190 Mitarbeitern, eine Metallgießerei sowie weitere mittelständische Betriebe. Das Industriegebiet liegt zum größten Teil auf dem Areal der ehemaligen Heeresmunitionsanstalt Straß.
Ungewöhnlich für ein Dorf mit vergleichbar geringer Einwohnerzahl ist die Zahl der Gotteshäuser: Am Roth-Ufer steht die katholische Kirche St. Johann Baptist, am südöstlichen Ortsausgang in Richtung Silheim die evangelische Christus-Guter-Hirte-Kirche und etwas vor dem nordöstlichen Ortsausgang in Richtung Unterfahlheim die Kanun-i-Sultan-Süleyman-Moschee des Ditib. Zudem steht am Ortsausgang nach Nersingen im Nordwesten eine ehemalige Neuapostolische Kirche, die am 6. November 2024 entwidmet wurde.

## Gemeindevorsteher und Bürgermeister von 1818 bis 1978
- 1818–1821 Anton Rueß
- 1821–1827 Christian Rießenegger
- 1827–1833 Simon Mayr
- 1833–1836 Christian Rießenegger
- 1836–1863 Joseph Mayr
- 1864–1876 Christian Galler
- 1876–1899 Anton Aubele
- 1899–1912 Mathias Mayr
- 1912–1929 Anton Mayer
- 1929–1945 Peter Hiller
- 1945–1948 Konrad Mauser
- 1948–1972 Josef Werdich
- 1972–1978 Heinrich Seißler

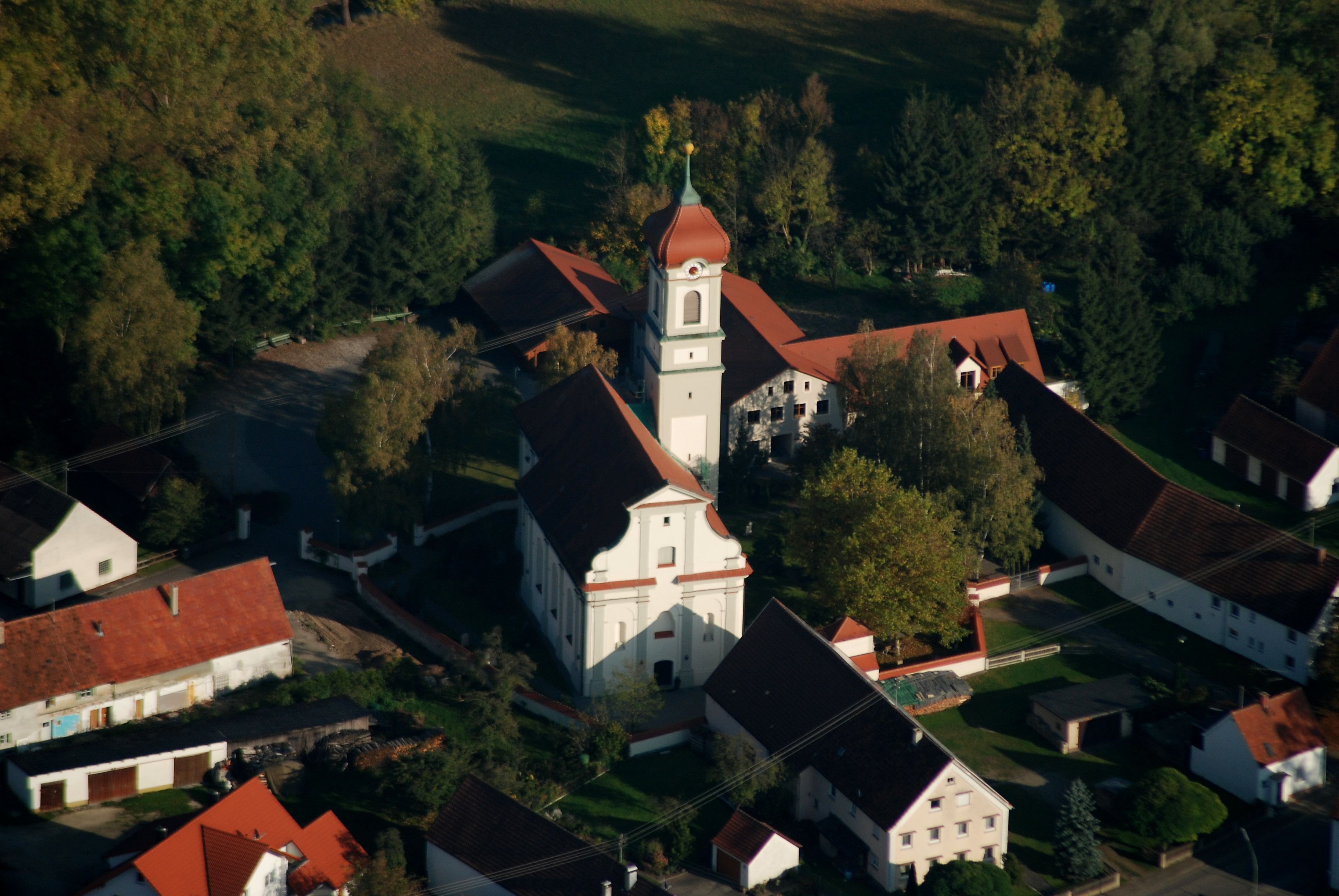
Ortskern von Straß mit der katholischen Kirche St. Johann Baptist
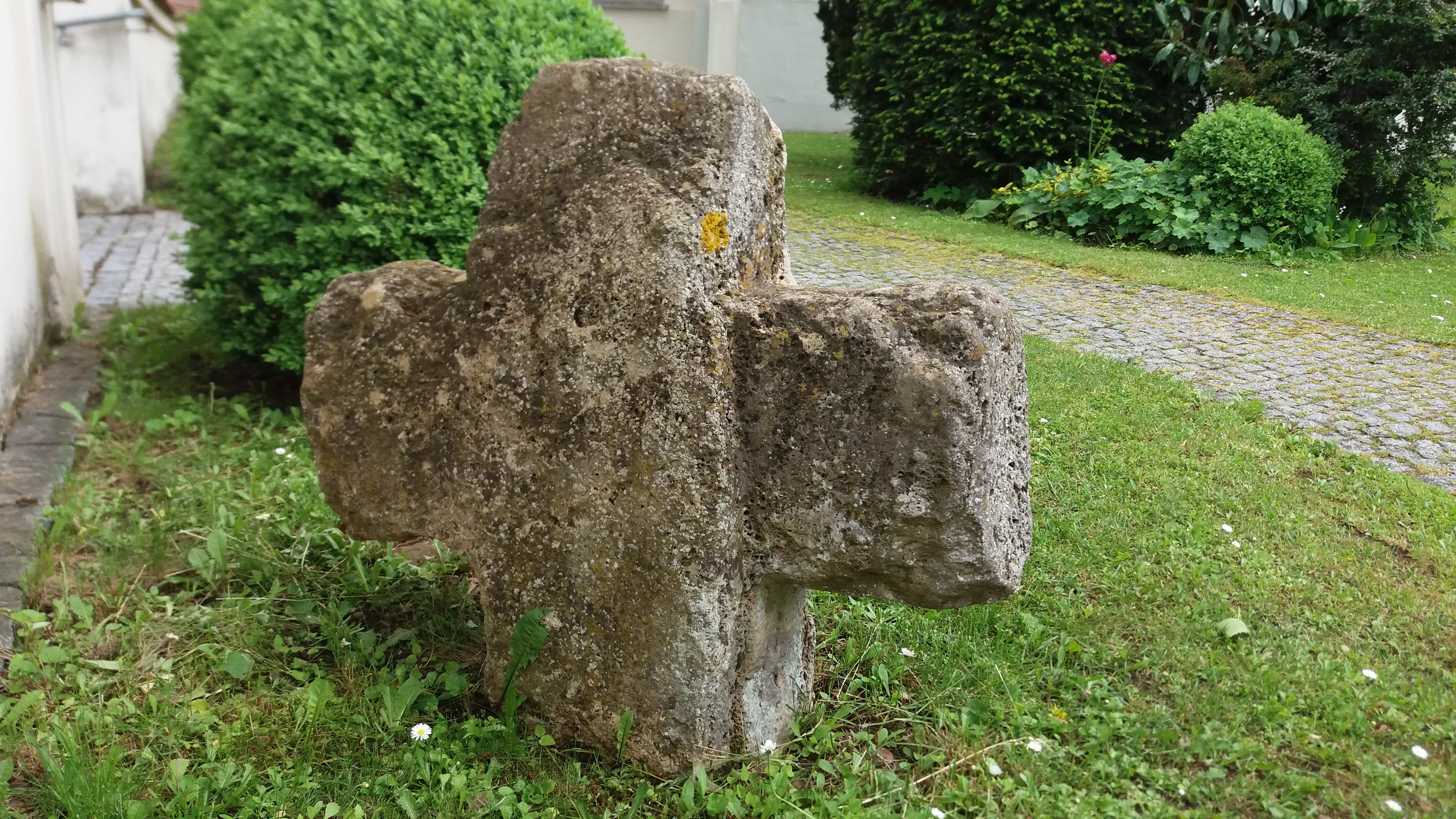
Spätmittelalterliches Steinkreuz (Baudenkmal) in Straß
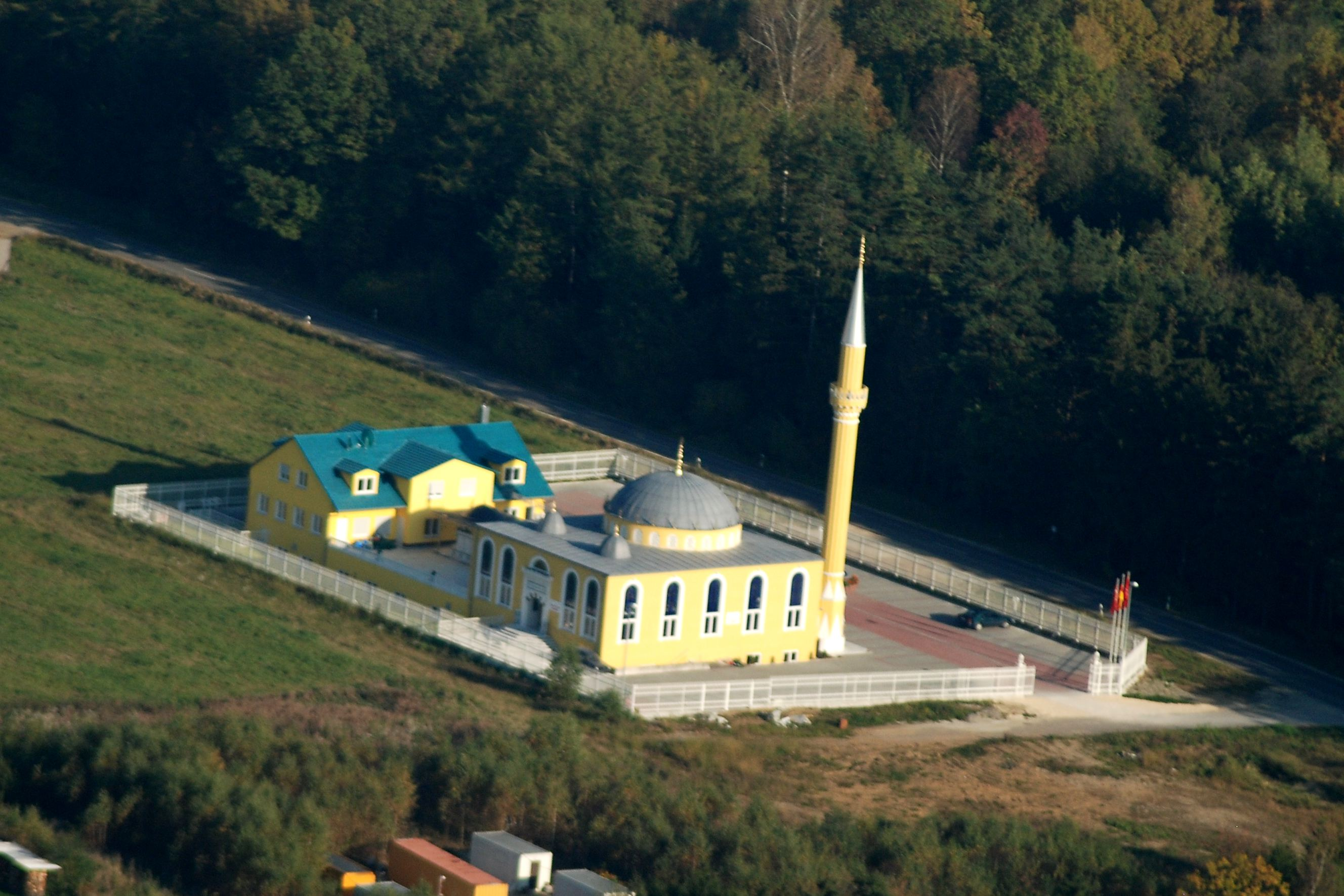
Die Kanun-i-Sultan-Süleyman-Moschee des Ditib